# روبرت نيلسون جاكوبس
روبرت نيلسون جاكوبس (بالإنجليزية: Robert Nelson Jacobs)‏ هو كاتب سيناريو أمريكي، ولد في 24 فبراير 1954.

## وصلات خارجية
- روبرت نيلسون جاكوبس على موقع IMDb (الإنجليزية)
- روبرت نيلسون جاكوبس على موقع قاعدة بيانات الفيلم (الإنجليزية)